# Echinophthirius horridus
Echinophthirius horridus (von lateinisch echino– ‚Igel-‘ und griech. altgriechisch phtheir ‚Laus‘ und lateinisch horridus ‚struppig, zottig‘) ist eine Art der Echten Tierläuse, die bei Robben parasitiert. Sie ist der einzige Vertreter der Gattung Echinophthirius.

## Merkmale
Weibchen sind im Mittel 2,63 mm lang, Männchen 2,3 mm. Der Körper ist dicht mit schuppen- und kleinen hakenförmigen Borsten (Setae) besetzt (daher der Artname ‚zottige Igellaus‘). Der hintere Rand des Kopfes trägt lange Borsten. Der Thorax trägt eine deutliche Notalgrube, eine Sternalplatte fehlt. Die beiden hinteren beiden Beinpaare sind gut entwickelt und tragen eine kräftige Kralle und einen Tibialdaumen. Das Abdomen ist häutig und die sechs Stigmen haben einen röhrenförmigen Vorhof. Die männlichen Genitalien sind groß und bestehen aus einem deutlichen basalen Apodem, Pseudopenis und langen Parameren. Die Subgenitalplatte ist bei beiden Geschlechtern schwach entwickelt.

## Lebensweise und Entwicklungszyklus
In Anpassung an das Wasserleben ist der Körper mit zahlreichen kurzen Borsten besetzt, was ihnen erlaubt, sich in den Wollhaaren des Wirtes fest zu verankern. Die Kutikula ist benetzbar, die Borsten dienen also nicht der Bildung einer dünnen Luftschicht um das Tier. Die Tiere sind aber in der Lage, ihre Stigmen in die von den Wollhaaren der Robbe gebildeten Luftschicht zu platzieren. Die Seehundlaus wurde bislang beim Seehund, dem Nördlichen Seebär, der Ringelrobbe, der Kegelrobbe, der Sattelrobbe, der Bartrobbe, der Klappmütze, der Kaspischen Robbe und der Baikalrobbe beschrieben. Die Übertragung erfolgt durch direkten Kontakt von Erwachsenen auf die Jungtiere. Der Entwicklungszyklus über Ei und Nymphen erfolgt vermutlich an Land, also bevor die Jungtiere das erste Mal ins Wasser gehen. Die adulten Läuse halten sich dann permanent auf dem Wirt auf und saugen dort Blut. Echinophthirius horridus spielt auch eine Rolle als Vektor für Viren, Bakterien und Acanthocheilonema spirocauda.